# ایسترن مارکت (دیترویت)
ایسترن مارکت (به انگلیسی: Eastern Market) یک منطقهٔ مسکونی در ایالات متحده آمریکا است که در دیترویت واقع شده‌است.